# Эртугрул, Мухсин
Мухсин Эртугрул (7 марта 1892 — 29 апреля 1979), также известен как Мухсин Эртугрул Бей — турецкий актёр и режиссёр.

## Биография

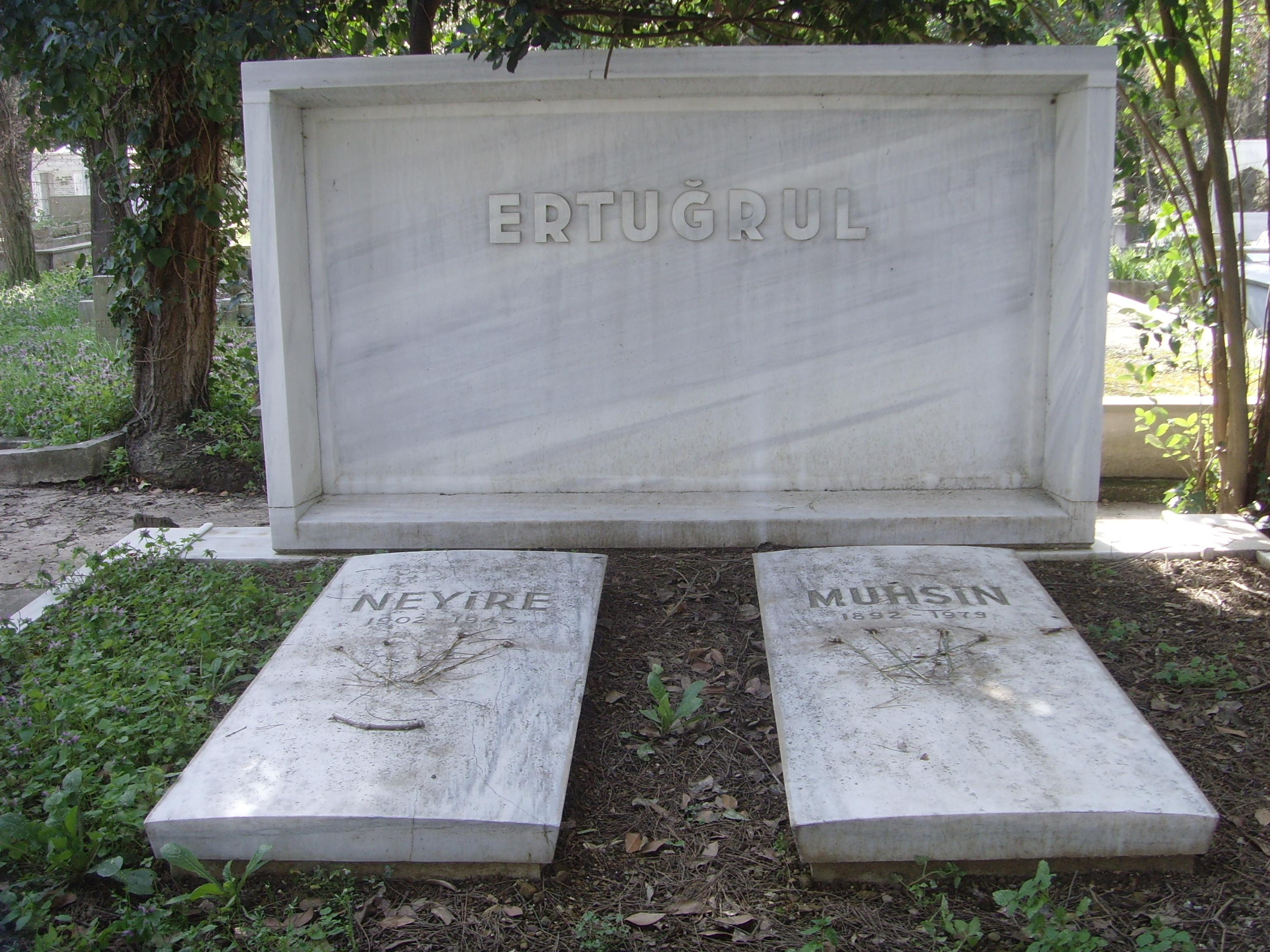
Могила Мухсина Эртугрула и его жены Неййире Нейир на кладбище Зинджирликую

Первая роль был сыграна Мухсин Эртугрулом в театре в 1909 году.
Затем учился и работал в Европе. В 1911—1912 годах учился в Париже, в 1916—1920 годах работал в драматических театрах в Германии и снимался в немецком кинематографе. В 1920 году создал киностудию «Стамбулфильм» в Берлине, затем был главным режиссёром студии «Кемальфильм».
В 1925—1927 годах жил и работал в СССР.
Сначала, в 1925 году, стажировался в театре В. Э. Мейерхольда, затем, в 1926—1927 годах, был режиссёром на Одесской кинофабрике ВУФКУ.
В феврале 1927 года вернулся в Турцию. В 1929 году женился на Мюнире Эюп, с которой познакомился на съёмках фильма «Огненная рубашка», снятого на основе романа Халиде Адывар.

## Награды
- На Венецианском кинофестивале награждён Орденом Почёта.
- 1931 — Медаль Гёте

## Фильмография

### Режиссёрские работы
- 1953 — Ковровщица (первый турецкий цветной фильм)
- 1951 — Женат или замужем?
- 1946 — Кызылырмак karakoyun
- 1945 — Yayla kartalı (плато Орел)
- 1942 — Kıskanç (Ревнивый Один)
- 1941 — Kahveci güzeli (Прекрасная Кофейня)
- 1940 — Akasya Palas
- 1940 — Nasreddin Hoca düğünde (Ходжа Насреддин на свадебный пир)
- 1940 — Şehvet kurbanı (Жертва вожделения)
- 1939 — Tosun paşa
- 1939 — Allah'ın cenneti (Рай Божий)
- 1939 — Bir kavuk devrildi
- 1938 — Aynaroz kadısı (Судья Афона)
- 1936 — по ложному пути (США)[3]
- 1934 — Айсель Батаклы Дамын кызы
- 1934 — Leblebici Horhor Ага
- 1934 — Milyon avcıları (Миллионы охотников)
- 1933 — Cici berber (Симпатичный парикмахер)
- 1933 — Nasit dolandırıcı (Nasit, мошенник)
- 1933 — Karım beni aldatırsa (если моя жена изменяет мнe)
- 1933 — Söz bir, Allah bir
- 1932 — Bir millet uyanıyor (Нация Просыпается)
- 1931 — İstanbul sokaklarında (на улицах Стамбула)
- 1929 — Курьер Анголы
- 1929 — Kaçakçılar (Контрабандисты)
- 1928 — Анкара postası
- 1928 — Bir sigara yüzünden (Для Сигареты)
- 1926 — Пять минут (СССР)
- 1926 — Спартак (СССР)[4]
- 1925 — Тамилла (СССР)
- 1924 — Sözde kızlar
- 1924 — Leblebici Horhor Ага работают с армянскими актёрами / певцы из Турции, первоначально состояла как Operette по Dikran Tshukhadjian в 1875 году на сцене Gedikpaşa Tiyatrosu
- 1923 — Ateşten gömlek
- 1923 — Kız Kulesinde bir facia
- 1922 — Boğaziçi esrarı (1922) Нур баба (Турция: Турецкое название), (Босфорская тайна) (международное название)
- 1922 — İstanbul’da bir facia-i aşk (Трагедия любви в Стамбуле)
- 1922 — İstanbul’da ıstırap
- 1921 — Die Teufelsanbeter (Поклоняющиеся дьяволу)
- 1920 — Das Fest der schwarzen Tulpe (сорежиссёр Мари Луизе Дрооп)
- 1919 — Самсон (Германия)[5] или Istırap (Турция: Турецкое название)

### Актёрские работы
- Kıskanç (1942) (Ревнивый Один)
- Şehvet kurbanı (1940) (Жертва Lust)
- Курьер Анголы (1929)
- Ankara postası (1928)
- Die Frau mit den Millionen — 1. Der Schuß in der Pariser Oper (1923)
- Ateşten gömlek (1923)
- Kız Kulesinde bir facia (1923)
- Bogazici esrarı (1922) Нур баба (Турция: Турецкое название), Босфорская Тайна (международное название)
- İstanbul’da ıstırap (1922)
- Самсон (1919) Istırap (Турция: Турецкое название)